# Avril Elgar
Avril Elgar (* 1. April 1932 in Halifax, Yorkshire, England, Vereinigtes Königreich als Avril Williams; † 17. September 2021) war eine britische Schauspielerin.

## Leben
Elgar war seit 1957 in rund 90 Film- und Fernsehproduktionen zu sehen, vornehmlich in Gastrollen in verschiedenen Serien. 1952 heiratete sie den Schauspieler James Maxwell, der 1995 starb. Sie hatten zwei Kinder.

## Filmografie (Auswahl)
- 1957: The Survivors (Fernsehfilm)
- 1959: Der Weg nach oben (Room at the Top)
- 1966: Alice in Wonderland
- 1969: Callan (Fernsehserie, 1 Folge)
- 1970: Hering und Portwein (Spring and Port Wine)
- 1971: Paul Temple (Fernsehserie, 1 Folge)
- 1976–1979: George & Mildred (Fernsehserie, 8 Folgen)
- 1977–1979: Rosie (Fernsehserie, 15 Folgen)
- 1978: Der Schrecken der Medusa (The Medusa Touch)
- 1980, 1982: Die unglaublichen Geschichten von Roald Dahl (Tales of the Unexpected; Fernsehserie, 2 Folgen)
- 1983: Betrug (Betrayal)
- 1985: Mord à la Carte (Agatha Christie’s Thirteen at dinner)
- 1985 Der Aufpasser (Minder; Fernsehserie, 1 Folge)
- 1989: Agatha Christie’s Poirot (Fernsehserie, 1 Folge)
- 1993, 1996: The Bill (Fernsehserie, 2 Folgen)
- 1996, 2004: Casualty (Fernsehserie, 2 Folgen)
- 1997: Inspector Barnaby (Midsomer Murders; Fernsehserie, 1 Folge)
- 1997: Oscar Wilde (Wilde)
- 2001: My Family (Fernsehserie, 1 Folge)
- 2002: Heartbeat (Fernsehserie, 1 Folge)
- 2003: Waking the Dead – Im Auftrag der Toten (Waking the Dead; Fernsehserie, 2 Folgen)
- 2004: New Tricks – Die Krimispezialisten (New Tricks; Fernsehserie, 1 Folge)
- 2004–2011: Doctors (Fernsehserie, 3 Folgen)